# 진언종
진언종(眞言宗, 일본어: 真言宗 신곤슈[*])은 밀교의 종파로, 신라의 승려인 혜통(惠通: fl. 7세기)을 종조로 하는 해동 진언종과 일본의 승려인 구카이(홍법 대사)에 의해서 9세기 초에 열린 일본의 진언종이 있다. 신라의 승려인 명랑(明朗: fl. 668)은 진언종의 별파인 해동 신인종(神印宗)의 종조이다. 중국에 전래된 밀교를 중국의 진언종이라하기도 한다.

## 연표
| 연표: 불교 전통의 성립과 발전 (기원전 450년경부터 기원후 1300년경까지)                 |                         |          |                    |                          |                          |                          |                          |                          |               |               |               |
|                                                                                        |                         |          |                    |                          |                          |                          |                          |                          |               |               |               |
|                                                                                        | 450 BCE                 | 450 BCE  | 250 BCE            | 100 CE                   | 100 CE                   | 500 CE                   | 500 CE                   | 700 CE                   | 800 CE        | 800 CE        | 1200 CE       |
|                                                                                        |                         |          |                    |                          |                          |                          |                          |                          |               |               |               |
| 인도                                                                                   | 원시불교                |          |                    |                          |                          |                          |                          |                          |               |               |               |
| 인도                                                                                   | 원시불교                | 부파불교 | 부파불교           | 부파불교                 | 부파불교                 | 대승불교                 | 대승불교                 | 밀교·금강승              | 밀교·금강승   | 밀교·금강승   |               |
| 인도                                                                                   | 원시불교                | 부파불교 | 부파불교           | 부파불교                 | 부파불교                 |                          |                          |                          |               |               |               |
| 인도                                                                                   | 원시불교                |          |                    |                          |                          |                          |                          |                          |               |               |               |
| 인도                                                                                   | 원시불교                |          |                    |                          |                          |                          |                          |                          |               |               |               |
|                                                                                        |                         |          |                    |                          |                          |                          |                          |                          |               |               |               |
| 스리랑카 · 동남아시아                                                                  |                         |          | 상좌부 불교        | 상좌부 불교              |                          |                          |                          |                          |               |               |               |
| 스리랑카 · 동남아시아                                                                  |                         |          |                    |                          |                          |                          |                          |                          |               |               |               |
| 스리랑카 · 동남아시아                                                                  |                         |          |                    |                          |                          |                          |                          |                          |               |               |               |
|                                                                                        |                         |          |                    |                          |                          |                          |                          |                          |               |               |               |
| 중앙아시아                                                                             |                         |          | 그레코 불교        | 그레코 불교              | 그레코 불교              | 그레코 불교              |                          | 티베트 불교              | 티베트 불교   | 티베트 불교   | 티베트 불교   |
| 중앙아시아                                                                             |                         |          |                    |                          |                          |                          |                          | 티베트 불교              | 티베트 불교   | 티베트 불교   | 티베트 불교   |
| 중앙아시아                                                                             | 비단길을 통한 불교 전파 |          |                    |                          |                          |                          |                          | 티베트 불교              | 티베트 불교   | 티베트 불교   | 티베트 불교   |
|                                                                                        |                         |          |                    |                          |                          |                          |                          |                          |               |               |               |
| 동아시아 · 한·중·일                                                                    |                         |          |                    | 천태종 · 정토종 · 일련종 | 천태종 · 정토종 · 일련종 | 천태종 · 정토종 · 일련종 | 천태종 · 정토종 · 일련종 | 천태종 · 정토종 · 일련종 | 밀교 · 진언종 | 밀교 · 진언종 | 밀교 · 진언종 |
| 동아시아 · 한·중·일                                                                    |                         |          |                    | 천태종 · 정토종 · 일련종 | 천태종 · 정토종 · 일련종 | 천태종 · 정토종 · 일련종 | 천태종 · 정토종 · 일련종 | 천태종 · 정토종 · 일련종 |               |               |               |
|                                                                                        |                         |          |                    |                          |                          |                          |                          |                          |               |               |               |
|                                                                                        | 450 BCE                 | 450 BCE  | 250 BCE            | 100 CE                   | 100 CE                   | 500 CE                   | 500 CE                   | 700 CE                   | 800 CE        | 800 CE        | 1200 CE       |
| \| \| 범례: \| \| = 상좌부 불교 전통 \| \| = 대승불교 전통 \| \| = 밀교·금강승 전통 \| |                         |          |                    |                          |                          |                          |                          |                          |               |               |               |
|                                                                                        | 범례:                   |          | = 상좌부 불교 전통 |                          | = 대승불교 전통          |                          | = 밀교·금강승 전통       |                          |               |               |               |

## 중국의 진언종
중국의 밀교를 진언종이라고도 하는데 중국의 밀교 또는 중국의 진언종은 인도의 승려인 선무외에 의해 716년에 시작된 것으로 《대일경》·《금강정경》을 소의 경전으로 한다.

## 한국의 진언종

### 신인종
신라에 밀교(密敎)가 처음 들어온 것은 명랑법사(明朗法師: fl. 668)가 선덕왕 4년(635)에 당나라에서 귀국하면서부터이다. 그는 신라의 승려 자장(慈藏: 590-658)의 외숙(外叔)으로 선덕왕 원년(632)에 당나라에 들어갔다가 귀국할 때 신인비법(神印秘法) 혹은 문두루비법(文頭婁秘法: Mantra)이라는 방위신(方位神)을 신앙 대상으로 삼는 주술적(呪術的)인 신앙을 들여왔다.
밀교는 대승불교를 난숙하게 발달시켜 타력신앙(他力信仰)을 강조하다 파생된 신앙형태로서, 주술(呪術)을 통해 병귀(病鬼)와 악귀(惡鬼)를 쫓고 초자연적 힘을 구사하여 외적을 물리치는 등 실리적 효과를 목적으로 하는 교파이다. 명랑은 이러한 밀교를 신라에 처음 전래하여 진언종의 별파인 신인종(神印宗)의 종조가 되었다.
같은 시대의 밀본(密本: fl. 7세기)도 비밀법(秘密法)을 통해 선덕왕의 질병을 치유하여 밀교 전파에 공헌하였다.

### 진언종
명랑과 밀본 이후 혜통(惠通: fl. 7세기)은 당에서 인도 밀교승 선무외(善無畏: 637-735)에게 밀교 교의를 배운 다음 문무왕 5년(665)에 귀국하여 크게 교풍(敎風)을 일으켰다.
후대에서는 혜통을 해동 진언종(眞言宗)의 조사로 삼았는데, 그만큼 그의 밀교 전파에 대한 공로는 큰 것이었다. 혜통 이전까지 전래된 밀교는 잡밀교(雜密敎)여서 주술적인 면이 강조되었지만, 혜통은 영묘사승(靈妙沙僧) 불가사의(不可思議)의 순밀교(純密敎)를 처음 신라에 전하여 태장법(胎藏法)과 금강법(金剛法)에 의해 불교의 오의(奧義)를 터득하는 길을 열었다.
그러나 신라 후대의 불교신앙은 미신과 결부된 주술적 밀교신앙이 횡행하여 본래의 탄력을 잃고 타락적인 양상을 드러내기에 이르렀다.

## 일본의 진언종
일본의 진언종은 구카이가 중국(당나라)의 장안으로 건너가 청룡사에서 혜과로부터 배운 밀교를 기반으로 하고 있다. 일본의 진언종은 밀교를 불교의 최고 진리라 천명하고 즉신성불(卽身成佛)의 사상을 강조하였다. 종교의 실천적인 면에서 일본의 진언종은 밀교의 방법을 더욱 중시한다. 일본의 진언종은 또 "국가의 안정을 수호"하며 "재앙을 없애고 복을 쌓는 것"을 경서를 읽고 불사에 종사하는 목적으로 간주하였다.
헤이안 초기의 입당 팔대가 가운데 밀교를 전수받고 정통 밀결(密訣)을 얻어 귀국한 이는 구카이뿐이다. 구카이는 다른 밀교가와 달리 밀교를 위해 교상판석(敎相判釋)을 진행하고, 불교와 밀교의 관계를 설명하였으며 불교의 궁극적 진리가 밀교에 있다고 말하였다. 여기에 중국 밀교와 일본의 진언종의 차이점이 있다.
구카이는 어려서부터 《논어》와 《효경》 등의 한문 서적을 배웠고, 18세에는 유학(儒學)을 깊이 연구하여 한문에 조예가 깊었다. 후에 불교를 신봉하고 22세(798)에 출가하여 나라의 대안사에서 삼론종을 배웠다.
구카이는 31세(804)에 최징과 더불어 당나라에 건너갔다. 그는 장안(長安)의 여러 불사를 방문하고 혜과(惠果)를 스승으로 모시며 진언밀교를 배웠다. 혜과는 그의 재능을 높이 평가하고 그에게 밀종의 태장계와 금강계를 전수하였으며, "편조금강(遍照金剛)"이라는 밀호를 수여하였다. 806년에 귀국한 후 그는 일본 진언종(일본어: 真言宗 신곤슈[*])을 창립하였다.
구카이는 학식이 넓고 재능이 많은 학자로서 일본 역사에서 처음으로 산스크리트어를 알았던 사람이며 한문시에도 능숙하였다. 그는 한자의 편방(偏旁)을 참조하여 일본 자모인 가타가나를 만들었다. 또 일본의 최초 사립학교인 종예종지원(綜藝種智院, 지금의 綜智大學 전신)을 세워 불교와 유교를 가르쳤다. 835년에 입적한 후 "홍법(弘法)대사"라는 시호를 받았다.
구카이의 저서 가운데 《심부심론》(10권)은 일본 최초의 사상사라고 할 수 있다. 구카이의 제자는 수십 명에 달하는데 그 가운데 10대 제자가 유명하다.

## 같이 보기
- 대승 불교
- 밀교 (불교)
- 티베트 불교

## 참고 문헌
- 이 문서에는 다음커뮤니케이션(현 카카오)에서 GFDL 또는 CC-SA 라이선스로 배포한 글로벌 세계대백과사전의 내용을 기초로 작성된 글이 포함되어 있습니다.